# Wish (film)
Wish è un film d'animazione del 2023 diretto da Chris Buck e Fawn Veerasunthorn.
Il film è il 62º Classico Disney e celebra il 100º anniversario dei Walt Disney Animation Studios. Punto cardine della storia è la stella dei desideri, a cui si rifà direttamente il titolo (letteralmente "desiderio"), uno dei simboli della casa di produzione che appare anche in altri film precedenti, come Pinocchio (1940) e La principessa e il ranocchio (2009).

## Trama
Re Magnifico e sua moglie, la regina Amaya, hanno fondato il regno di Rosas su un'isola del Mar Mediterraneo al largo della penisola iberica. Avendo studiato la magia, Magnifico è in grado di esaudire i più grandi desideri dei suoi sudditi; ognuno di loro rinuncia ai ricordi dei propri desideri affinché il re li custodisca e protegga, fin quando non potrà esaudirli. Una volta al mese, come evento cerimoniale viene tenuta la "Cerimonia del Sogno" e Magnifico sceglie un desiderio da esaudire.
La giovane diciassettenne Asha si prepara al colloquio per il lavoro di apprendista del re nel giorno del centesimo compleanno di suo nonno Sabino, sperando che Magnifico esaudisca il desiderio dell’anziano di ispirare le persone. Il colloquio procede bene finché la ragazza non chiede che il desiderio di Sabino venga esaudito, cosa che il sovrano rifiuta vedendo la vaghezza del desiderio come una potenziale minaccia al suo potere. Asha si rende anche conto che il re non intende restituire i desideri non esauditi ai loro proprietari e quando mette in dubbio i metodi di Magnifico, quest'ultimo si rifiuta di accettare il suo apprendistato o di esaudire i desideri di qualsiasi membro della sua famiglia.
Asha prova così a convincere Sabino e sua madre Sakina che il re stia ingannando il suo stesso popolo ma non viene creduta nemmeno da suo nonno che rifiuta persino di sapere qual era il suo desiderio, convinto che ciò lo farebbe solo soffrire nel sapere che non si avvererà. Sconvolta, confessa il suo desiderio a una stella: con sua sorpresa essa discende dal cielo sotto forma di una palla di luce antropomorfa, che Asha chiama Star. La magia di quest'ultima dà agli animali e alle piante della foresta la capacità di parlare, inclusa la capretta di Asha, Valentino, spingendo la ragazza a chiedere l'aiuto di Star per recuperare i desideri della sua famiglia e degli altri abitanti di Rosas (dal momento che non sarebbe un furto visto che i sogni non appartengono al re). La presenza della stella è percepita da tutti nel regno e Magnifico si sente minacciato da essa poiché lui è l'unico che può usare la magia, e per essere certo che il responsabile venga trovato promette di esaudire il desiderio di chi lo scoprirà; nonostante le suppliche di Amaya, il re si rivolge alla magia proibita per mantenere la sua posizione di potere mentre i suoi sudditi nel frattempo iniziano a dubitare del suo modo di governare.
Grazie all'aiuto dei suoi amici, Simon, Dahlia, Bazeema, Dario, Gabo, Hal e Safi, a cui ha rivelato l'esistenza di Star, Asha usa il montacarichi che porta i pasti del re nel suo studio per introdursi e a recuperare il desiderio di Sabino, che è felicissimo di poterlo ricordare; Magnifico, avendo saputo che la responsabile dell'evocazione di Star è proprio la ragazza, sopraggiunge però ad arrestarli. Corrotto dalla magia proibita, il tirannico re intende utilizzare la magia di Star e i desideri di Rosas per aumentare i propri poteri costringendo Sabino e Sakina, a cui Magnifico ha distrutto il sogno assorbendone il potere, a fuggire su un'isola vicina mentre Asha, Star e Valentino restano indietro per liberare tutti i desideri dei cittadini. Tornata in città benché ricercata, con l'accusa di aver distrutto i sogni di tre cittadini (cosa che in realtà è stato Magnifico a fare per creare il suo bastone magico) scopre che a raccontare tutto al re è stato uno dei suoi amici, Simon, nella speranza che il suo desiderio di diventare un cavaliere fosse esaudito; il sovrano adempie a tale patto, ma decide anche di stregare il ragazzo per farlo diventare il proprio scagnozzo in modo da catturare Asha e gli altri suoi amici accusati di averla aiutata.
Quest'ultima, per attuare il suo piano di liberare i sogni, raduna i suoi amici al cui gruppo si unisce anche Amaya, resasi conto della corruzione dell'infido marito. Mentre gli amici si infiltrano nello studio di Magnifico e ne aprono l'alto soffitto per liberare i desideri, Asha cerca di distrarre il re facendosi inseguire nella foresta, aiutata dagli animali e da una bacchetta magica provvisoria fatta da Star. Ma quando sembra tutto sistemato, la ragazza scopre che Magnifico non ha mai lasciato il castello e quello nel bosco che la inseguiva era Simon travestito. Il vero Magnifico sale sulla torre della reggia, assorbendo il potere di ogni desiderio e intrappolando Star. Asha irrompe sulla scena tentando di fermarlo ma viene facilmente sopraffatta dal crudele re, che nel mentre evoca nubi minacciose per oscurare il cielo stellato e impedire così ai suoi sudditi di esprimere desideri alle stelle. Non volendo arrendersi, la ragazza incoraggia con una canzone i cittadini a esprimere il desiderio di cambiare il futuro di Rosas. La forza canora del loro desiderio collettivo è talmente potente che alla fine soverchia Magnifico, che finisce intrappolato nello specchio del suo bastone; i cittadini riacquistano finalmente i loro desideri sigillati, con un ritrovato apprezzamento nel perseguirli.
Il re, ancora rinchiuso nello specchio, viene fatto portare nella prigione, e Amaya diventa l'unica sovrana di Rosas, aiutando i cittadini a realizzare i loro desideri da soli. Un Simon dispiaciuto viene perdonato da Asha e gli altri amici, e Star regala a quest'ultima una vera bacchetta magica in modo che possa continuare a ispirare le persone a non smettere mai di sognare, prima di tornare in cielo tra le altre stelle.
Nei titoli di coda appaiono quasi tutti i personaggi dei vecchi e nuovi classici Disney; nella scena dopo i crediti, Sabino comincia a suonare la chitarra componendo la canzone When You Wish Upon a Star.

## Personaggi
- Asha: la protagonista del film, una giovane diciassettenne simpatica e ottimista, che quando è emozionata tende a parlare velocemente e in modo confuso. Inizialmente è decisa a diventare apprendista del re finché non scopre la verità sui sogni e cercherà di salvare il Regno di Rosas per restituirli ai loro proprietari.
- Re Magnifico: l'antagonista principale del film, il re di Rosas che un tempo esaudiva i desideri degli altri, ma poi ha pensato di nasconderli e di esaudire soltanto quelli che potrebbero essere utili per il proprio tornaconto quindi nonostante egli appaia come un re carismatico e interessato al benessere di Rosas e dei suoi sudditi, in realtà è un tiranno egoista e vanesio.
- Valentino: la capretta di Asha, il cui desiderio di parlare viene esaudito da Star.
- Star: personaggio centrale del film, è una stella caduta dal cielo che aiuterà Asha a salvare il regno. Quando arriva sulla Terra si aggroviglia in una maglia rossa che sfila per poi usarla con l'intenzione di creare vestitini e accessori per sé, i quali gli permettono anche di comunicare.
- Amaya: è la gentile moglie di Magnifico e regina di Rosas. Quando suo marito diventa un malefico stregone iniziando ad abusare del suo potere e della magia, si unisce ad Asha e ai suoi amici per salvare il regno. Con la sconfitta e l'imprigionamento di Magnifico diventa la sola reggente di Rosas.
- Simon: è uno degli amici di Asha, chiamato da tutti "il Dormiglione" perché ha sempre sonno, è grande e muscoloso, ma ha un grande cuore e il suo sogno è essere un coraggioso cavaliere. È ispirato a Pisolo di Biancaneve e i sette nani.
- Dahlia: è la migliore amica di Asha ed è un'abile fornaia che crea biscotti molto apprezzati la cui stampa è il volto di Magnifico. È ispirata a Dotto di Biancaneve e i sette nani.
- Bazeema: è una degli amici di Asha, è una ragazza timida ma che nasconde in sé un grande coraggio in più riesce a dileguarsi e apparire senza che gli altri se ne accorgano perché conosce le zone nascoste di Rosas. È ispirata a Mammolo di Biancaneve e i sette nani.
- Dario: è uno degli amici di Asha, è un ragazzo alto ed eccentrico, caratterizzato da delle enormi orecchie, non molto sveglio, ma che alcune volte ha degli sprazzi di genialità che stupisce i suoi amici. È ispirato a Cucciolo di Biancaneve e i sette nani.
- Gabo: è uno degli amici di Asha, è un tipo cinico e sarcastico, sempre con la risposta pronta che lo porta a far vedere ai suoi amici la dura realtà, ma nonostante sia scorbutico è un amico leale. È ispirato a Brontolo di Biancaneve e i sette nani.
- Hal: è una degli amici di Asha, è una ragazza raggiante e positiva che porta gioia in ogni situazione, anche l'unica donna di colore del gruppo. È ispirata a Gongolo di Biancaneve e i sette nani.
- Safi: è uno degli amici di Asha, ha un grande naso pertanto è allergico praticamente a tutto quello che gli solletica le narici e ama tanto le galline. È ispirato a Eolo di Biancaneve e i sette nani.
- Sabino: è il centenario nonno di Asha, che lei chiama amorevolmente "Saba", il suo sogno è quello di ispirare le persone, ma Magnifico vedendo in esso una "minaccia", non intende farglielo avverare.
- Sakina: è l'amorevole madre vedova di Asha. Il suo desiderio viene distrutto davanti ai suoi occhi dall'infido Re Magnifico, ma riesce a recuperarlo.

## Produzione
Il 21 gennaio 2022, è stato annunciato che Jennifer Lee stava scrivendo un film originale per i Walt Disney Animation Studios. Il 9 settembre 2022, durante la presentazione del D23 Expo 2022, Disney Animation annunciò un nuovo film che avrebbe celebrato il centenario della Disney, intitolato Wish, con Chris Buck e Fawn Veerasunthorn alla regia e Peter Del Vecho e Juan Pablo Reyes alla produzione. Venne anche annunciato che lo stile artistico avrebbe combinato l'animazione tradizionale Disney con l'animazione CGI, che la società ha iniziato a utilizzare esclusivamente negli ultimi anni.
Il 26 marzo 2023, è stato riferito che il film era nelle fasi di post-produzione.

### Casting
Il 9 settembre 2022, durante la presentazione del D23 Expo 2022, Ariana DeBose e Alan Tudyk sono stati annunciati come i doppiatori dei due ruoli principali. Il 26 aprile 2023, durante il CinemaCon, fu annunciato che Chris Pine era stato aggiunto al cast per doppiare Re Magnifico.

## Promozione
Il primo teaser trailer del film è stato pubblicato il 27 aprile 2023. Il trailer italiano del film è stato pubblicato il 16 maggio 2023.
Il secondo trailer invece il 22 settembre 2023.

## Distribuzione
Wish è stato distribuito nelle sale cinematografiche statunitensi a partire dal 22 novembre 2023, mentre in quelle italiane dal 21 dicembre dello stesso anno. Il 16 febbraio 2023, in seguito ai flop di Lightyear - La vera storia di Buzz e Strange World - Un mondo misterioso (entrambi del 2022), la Disney ha deciso di estendere il periodo di permanenza nei cinema sia per Elemental che per Wish nella speranza di riportare le famiglie al cinema.
Insieme all'uscita cinematografica del film, viene proiettato Once Upon a Studio, un breve cortometraggio animato di 9 minuti che mescola tecniche live action, animazione tradizionale e CGI. Questo sarà il secondo di una serie di cortometraggi realizzati da Trent Correy e Dan Abraham, dopo La storia di Olaf (in originale Once Upon a Snowman). In questo cortometraggio, dedicato allo storico disegnatore Disney Burny Mattinson che vi appare brevemente in apertura, i personaggi animati Disney prendono vita quando tutti i dipendenti hanno lasciato il Roy E. Disney Animation Building, allo scopo di scattare una foto di gruppo per celebrare i cento anni dalla nascita dei Walt Disney Animation Studios.

### Edizione italiana
L'edizione italiana del film è stata realizzata della Disney Character Voices International Inc. sotto la supervisione artistica di Lavinia Fenu presso lo studio di doppiaggio Iyuno Italy con l'adattamento italiano dei dialoghi di Roberto Morville, mentre Lorena Brancucci si è occupata dei testi delle canzoni (in parte coadiuvata da Alex Polidori, voce di Gabo nel film) che sono state poi eseguite sotto la direzione di Virginia Brancucci Tatoli e della scuola Ermavilo; le canzoni sono state incise da Andrea Serraino e Stefano Maura. La direzione del doppiaggio è di Massimiliano Manfredi assistito da Maria Grazia Napolitano con Christian Murgia in qualità di fonico. Il mix è stato eseguito dalla Shepperton International di Londra.

## Accoglienza

### Incassi
Wish ha incassato 63973821 $ in Nordamerica e 191023539 $ nel resto del mondo, per un totale di 254997360 $, rivelandosi un flop commerciale dato i costi di produzione di 170-200 milioni di dollari. In Italia ha incassato 9503036 € con 1367436 biglietti venduti.
Negli Stati Uniti e in Canada, Wish è uscito insieme a Napoleon e all'ampia espansione di Saltburn, con una previsione iniziale di 45-50 milioni di dollari da 3900 sale durante i cinque giorni del fine settimana di apertura della festa del ringraziamento. Il film ha incassato 8,3 milioni di dollari nel suo primo giorno, inclusi 2,3 milioni di dollari dalle anteprime di martedì sera con un totale di 31,7 milioni di dollari nei cinque giorni seguenti, finendo al terzo posto del box office dietro a Hunger Games - La ballata dell'usignolo e del serpente e Napoleon. Il film è finito quinto nelle due settimane successive, con un incasso di 7,4 milioni di dollari nel secondo fine settimana, e 5,3 milioni di dollari nel terzo fine settimana. 
Variety ha attribuito la scarsa apertura alla mancanza di marketing sui social media e al passaparola, ma ha suggerito che il film potrebbe andare avanti come ha fatto Elemental della Pixar Animation Studios all'inizio dell'anno. L'amministratore delegato della Disney, Bob Iger, ha riconosciuto le difficoltà dello studio al botteghino in una conferenza stampa all'inizio del mese, dichiarando che la società ha «perso la concentrazione» dando priorità alla quantità invece che alla qualità dei prodotti.
Deadline Hollywood ha attribuito l'insuccesso del film al trailer, che non rende chiara la trama del film, e alla sua premessa. Per la stessa rivista un analista economico ha fatto trasparire che il pubblico non si sia recato al cinema attendendo di guardare Wish una volta che sarà disponibile in streaming su Disney+, affermando che lo studio di produzione non è riuscito a creare «un'urgenza per il pubblico di recarsi nelle sale». Tuttavia la rivista ha anche riportato che l'insuccesso al botteghino ha ancora il potenziale per ottenere buoni risultati su Disney+, assimilandolo ad Elemental, che dopo gli scarsi risultati economici al cinema è diventato uno dei film più visti del servizio di streaming con 26,4 milioni di visualizzazioni nei primi cinque giorni di uscita.

### Critica
Il film ha ricevuto recensioni contrastanti da parte della critica cinematografica. Su Rotten Tomatoes ha una percentuale di gradimento del 48% sulla base di 225 recensioni, con un voto medio di 5.6 su 10, mentre l'accoglienza del pubblico è perlopiù positiva, con una percentuale di gradimento dell'81%. Su Metacritic ha una percentuale di gradimento di 47 su 100 sulla base di 45 recensioni, e un apprezzamento del pubblico di soli 4 punti medi su 10.

## Riconoscimenti
- 2024 – Golden Globe
  - Candidatura al miglior film d'animazione a Chris Buck e Fawn Veerasunthorn

- 2024 – Critics Choice Award
  - Candidatura al miglior film d'animazione a Chris Buck e Fawn Veerasunthorn
  - Candidatura alla migliore canzone This Wish

## Altri media
Asha appare nel corto Once Upon a Studio, dove i personaggi Disney fanno una foto di gruppo per celebrare il centesimo anniversario della nascita della loro casa cinematografica.